# Portrait de Galeazzo Maria Sforza
Le Portrait de Galeazzo Maria Sforza est une peinture a tempera (65 x 42 cm) de l'artiste italien de la Renaissance Piero del Pollaiolo, datant de 1471 et conservée à la Galerie des Offices à Florence.

## Histoire
En 1471, le seigneur de Milan Galeazzo Maria Sforza se rendit à Florence pour la troisième fois, afin de renforcer l’alliance politique avec Laurent le Magnifique. Les chroniques de l'époque rappellent comment le 13 mars il est entré dans la ville, portant « un brocart de lys bleu, un uniforme français et une armure », comme le montre également le portrait. 
L'œuvre a été restaurée en 1994 : à cette occasion, il a été constaté que le portrait était peint directement sur tavola, sans préparation, à la manière flamande. L'œuvre était peut-être en diptyque avec un portrait de Frédéric III de Montefeltro, duc d'Urbino: les deux œuvres sont mentionnées dans l'inventaire du palais Medici-Riccardi de 1492, dans la «chambre de Lorenzo». 

## Description et style
Sur un fond sombre uniforme, Sforza est un portrait de trois quarts tourné à droite, dans une attitude spontanée. Les cheveux sont ondulés, le nez aquilin, le menton prononcé, l'expression fière et décidée. La veste est française, avec la fleur de lys française sur un fond bleu, privilège héraldique qui lui a été accordé après son mariage avec Bonne de Savoie. Une fourrure légère apparaît du cou. II porte une chaîne en or avec une pierre précieuse rouge en forme de cœur. La main droite porte un gant très fin et tient celui de l'autre main dans le poing, tandis que l'index pointe vers la droite. 